# Tabula rasa
Tabula rasa (từ Latin, có nghĩa là một tấm thẻ gỗ nhẵn bóng hay tấm bảng trắng), thuật ngữ dùng trong lý thuyết về nhận thức luận để chỉ việc con người sinh ra chưa hề biết gì về thế giới, như một "tờ giấy trắng" và toàn bộ nguồn tri thức được xây dựng dần dần từ trải nghiệm và tri giác về thế giới bên ngoài.